# Anabathmis hartlaubii
Anabathmis hartlaubii là một loài chim trong họ Nectariniidae.